# 东亚病夫
东亚病夫（英語：Sick man of East Asia）又称亚洲病夫（英語：Sick man of Asia），是中國近代最重要的民族主義詞語之一。最初出自英国人之手，乃是化用英语中的常見表達，用於批評清朝政府的腐敗與無能。後在清末民初的救國運動之中，經梁启超等人的宣傳，加入「進化論」與民族主義的因素，並往往虛構出於外國人之口，用於指代中國人身體素質低下，以鼓舞同胞，成為激發中国民族主义情緒的典型用詞。

## 历史

### 由來
「东亚病夫」一词最早出现为“东方病夫”，出自当时上海的英文报纸《字林西报》1896年10月17日的一篇文章，作者是英国人，批評官僚腐敗、風氣惡劣的晚清政府。西方人用“病夫”批評很多政府，如19世紀中的鄂圖曼帝國、波斯，而當時德國因為基於在19世紀末內政及外政問題不斷也曾經被批評是歐洲病夫。
另一篇同樣刊于1896年的《萬國公報》上的文章〈探本窮源論〉，作者是外國传教士李佳白，將中國比喻成病人，作者則自诩爲“醫師”，替中國開了不少“藥方”——文章分別以“論弊病之情形”、“論弊病之源流”、“論除弊病之外感”、“論除弊病之根”等爲主題，系統講述作者對改革清政府的吏治、財政、教育等各個方面的意見。
實際上，歐洲人認爲中國人衛生習慣不好，批評中國髒亂與医学落後，他們卻很少說中國人體質孱弱。相反地，不少外國醫師認爲，中國人在如此惡劣的環境還能生活，恰是表現出強大的免疫力，身體勇健。

### 演變
1903年前后，以梁启超为代表的中国知识分子，改变了西方的“中国病夫论”的内涵。梁启超在《新民说》第一次用“病夫”這個本身西方只用來批評官僚腐敗、風氣惡劣的政府的名詞来形容所有的中国人，說：“夫中国——东方病夫也，其麻木不仁久矣。”《新民说》一发表，用“病夫”来形容中国精神落后、麻木不仁，也成为舆论界的时髦。1903年，陈天华写作《警世钟》，就说：“外洋人不骂（中国人）为东方病夫，就骂为野蛮贱种。”
1905年，小说《孽海花》出版，作者曾樸即公开署名“东亚病夫”；此書风行一时，是当时顶尖的畅销书，“东亚病夫”一词也迅速流传开来（事实上，曾朴本人使用“东亚病夫”很大程度上是因为他本人的身体不好）。此後，中国人自己将“东亚病夫”与国民体质问题联系到一起。在中国人的心目中，“东亚病夫”从来就是外国人对华人的蔑称。许多中國人对“东亚病夫”一词的理解是清末中国人吸鸦片导致身体瘦弱，所以遭外国人轻视，也近似于人们所说的“鸦片烟鬼”；現代也有中國人也將嚴重二手煙害、空氣污染及黑心食品視為東亞病夫再現。

曾有这样的故事流传：
在1936年在德國柏林举行的第11屆夏季奧運會，中國代表團參加近三十个比赛项目，代表团共140余人。后来在所有的参赛项目中，除撑杆跳选手符保卢进入复赛外，其余的参赛人在初赛就已经被遭淘汰，中国奥运会代表团全军覆没。这些中国运动员在回国途经新加坡时，当地的报刊上发表了一幅外国人讽刺又嘲笑中国人的漫画：在奧運五環旗下，一群头蓄長辮、长袍马褂、形容枯瘦的中国人，用擔架扛着一个大鴨蛋，题为“东亚病夫”。
但《新华网》认为，此故事也有若干可疑之处。第一，至今尚未有人找到1936年中国人在新加坡看见的那幅漫画，所以这个故事只能算是一个未经证实的传说。第二，漫画上画着一个“硕大无比”的鸭蛋，但外国人并不会像华人一样用“鸭蛋”来形容“零”字。

### 普及
日後“东方病夫”成了中國人常用的詞彙。1918年的一本《中国体育史》的序言中：“我国右文左武，相沿千载，积弱既形，遂称东方病夫之国。喧腾寰区，耻孰甚焉！近十年来，国民迷梦渐觉，始省重文之习，不足为治，于是结社设会，研究体育。”1920年代中国流行的一本通俗小说《近代侠义英雄传》描写，一位俄国大力士說：“鄙人在国内的时候，曾听得人说，中国是东方病夫之国，全国的人，都和病夫一般，没有注重体育的。鄙人当时不甚相信，嗣游历欧美各国，所闻大抵如此。及到了中国，细察社会的情形，乃能证明鄙人前此所闻的，确非虚假。”
1956年，中共中央主席毛泽东在《增强党的团结，继承党的传统》提出：“过去说中国是‘老大帝国’、‘东亚病夫’，经济落后，文化也落后，又不讲卫生......但是，经过这六年的改革，我们把中国的面貌改变了。”郭沫若亦有《全运会闭幕》诗云：“中华儿女今舒畅，东亚病夫已健康。”
此詞也用在中国反日情绪上。在李小龙电影《精武门》和亞洲電視的《大俠霍元甲》、《精武門》等功夫影视剧，对日本人蔑称中国人“东亚病夫”这一谬传起到了推波助澜的作用。虹口道场的日本人派人来公祭霍元甲，送上「东亚病夫」牌匾。而当时陳真不甘國民被侮辱，瞒着众师兄弟，独自将横额送回虹口道场，以一敌多，以迷踪拳及雙節棍打败日本人；并且在公园内凌空踢碎「華人與狗不得入內」告示牌。但情节却是虚构杜撰。
當在國際運動賽事獲勝，中華人民共和國媒體有時也會出現「抛弃了东亚病夫」、「把东亚病夫的帽子彻底甩到太平洋里去了！」等字眼，作爲對運動員的讚美與愛國心的表現。
國立政治大學歷史學系教授楊瑞松在《想像民族恥辱：近代中國思想文化史上的“東亞病夫”》提出幾點解釋。首先，當時社会达尔文主义被引介到中國，宣稱適者生存的鬥爭不只存在於個體之間、也存在民族之間，於是個人身體強弱和民族興衰直接關聯上。此外，傳教士與改革人士倡議禁絕鸦片與廢除缠足，於是中國人的身體問題就和「病夫」一詞直接連上。20世纪初，中国知识分子为了救亡，不但求助于社会达尔文主义，而且也求助于民族主義，创造出“中华民族”的概念，而且还创造出“炎黄子孙”这一“同宗同种”的意象。「東亞病夫」其實是中國人為激發民族主義情緒所做的自我汙名化。随着民族主义的日渐高涨，被刻意阐释成西方对中国人体质的侮辱的“东亚病夫”，也终于普及到中國人的内心深处。

## 其他地区
21世纪初，俄羅斯遠東地區被美国政治杂志《国家利益》稱為“亚洲病夫”。

## 2020年《华尔街日报》事件
2020年2月3日，《华尔街日报》發表一篇由替巴德学院教授米德所撰寫的评论文章，标题為「中国是真正的亚洲病夫」，文章评论了COVID-19疫情暴发后中国金融市场的健康状况。该文刊发后受到部分华人的批评，而其大多数來自中国国内网站。2月6日，中华人民共和国外交部发言人华春莹在記者會上点名批评文章作者，指他「應為自己的傲慢、偏见和无知感到羞愧」。2月10日，當日的发言人耿爽再次批评此事，指文章「贬低了中國抗击疫情的努力」、报社编辑为该文章加上「具有種族歧視性和耸人听闻標題」，是「违背客观事实又违反职业道德」，要求《华尔街日报》道歉并查处相关责任人。
2月8日，本文章的内容作者米德发表推文对标题表示反对，表示「争论文章内容找作者，争论文章标题找编辑。」，拒绝就该文章置评。加州大學柏克萊分校的種族研究教授凱瑟琳·蔡說︰「主流媒體發表這種觀點會引發更多的恐懼和焦慮，以及增加對全世界對华人和其他亚洲人的敵意」。加州州立理工大學波莫納分校的社會學家兼副教授奥坎波也批評標題以非人性化的方式描述了此次疫情，對在美的400萬华裔美国人有情感上的影響。
2月19日，中国宣布吊销《华尔街日报》三位驻华記者的记者证，并限定他们5天内离境。BBC認為這是中国不滿华尔街日报回應的反制措施，同時指出这類驱逐情况已多年没有出现过，現今情況是美中两大世界強權競爭的最新表现。
《华尔街日报》称“病夫”是英语中惯用词组，该词不含有任何種族歧視的意味，属新闻自由，并曾用于包括英国在内的很多国家。道琼斯公司首席执行官兼《华尔街日报》出版商刘易斯在一份声明中表示，他对中国的决定「深感失望」，强调《华尔街日报》的新闻与社评的编辑是分开独立的，被驱逐的三名记者并未参与其中，促请中方恢复三名记者的签证。刘易斯也表示，《华尔街日报》的社评页面会定期发布不同人物同意或不同意的文章，但无意用文章的标题冒犯他人。然而，这显然引起了中国人民的不安和担忧，对此感到遗憾。《华尔街日报》报导原因表示，中国官员们开始将一些记者的签证期限缩短到六个月或更短，显然是为了报复个人或其新闻机构的报道，因为近几个月来，北京试图控制对香港反送中運動中亲民主派立场的媒体，而中国还严厉打击了有关COVID-19暴发的报道。 驻华外国记者协会评论，这是中国当局恐吓外国新闻机构的极端而明显的企图。同时还有媒体认为，中国驱逐《华尔街日报》的三名记者实际上是对2月18日美国国务院宣布将五家中国主流官方媒体机构认定为“外国使团”一事做出的报复。美国国务卿龐佩奥随后发表声明称「对中方驱逐《华尔街日报》3名记者表示谴责，中方不应限制言論自由」。
2月20日，《华尔街日报》的53名记者和编辑向高层发出联名信，要求考虑修改标题并道歉。新闻主编默里似乎认同该联名信的内容，但表示由于《华尔街日报》在关联新闻板块和观点板块的严格区分，他做不了什么。《华尔街日报》发言人塞弗林豪斯发表声名强调，《华尔街日报》的立场没有改变，表示理解员工及其家人在中国处理冠状病毒和同事被驱逐的极端挑战，将就这些担忧进行公开对话，并继续推动撤销针对记者的不公平行为，并恢复他们的签证。

### 引註
1. 1 2  .   [2013-02-24]. （原始内容存档于2012-11-02）.
2. 1 2 3 4 5  . 新华网. 2009年3月13日  [2013年2月24日]. （原始内容存档于2014年9月9日）.
3. 1 2  .   [2013-02-24]. （原始内容存档于2013-04-24）.
4. 1 2   (PDF). 《科學發展》. 2011年4月, (460期): 82–83頁  [2013-02-24]. （原始内容存档 (PDF)于2013-11-26）.
5. 1 2 3 4  .   [2012-08-12]. （原始内容存档于2012-08-10）.
6. ↑  .   [2013-02-24]. （原始内容存档于2013-02-08）.
7. ↑  .   [2014-03-24]. （原始内容存档于2014-03-11）.
8. ↑  毛泽东. .   [2014-09-08]. （原始内容存档于2014-04-28）.
9. ↑  . 凤凰网.   [2010年11月24日]. （原始内容存档于2010年11月27日）.
10. ↑  .   [2008-08-25]. （原始内容存档于2015-04-17）.
11. ↑  從零的突破到2008—新浪体育[永久]
12. ↑  . The National Interest. Fall 2003.
13. ↑  . 華爾街日報.   [2020-02-03]. （原始内容存档于2020-02-04）.
14. 1 2  Paul Farhi. . 华盛顿邮报. 2020-02-23  [2022-04-20]. （原始内容存档于2021-09-13） （英语）.
15. ↑  . BBC中文网.   [2020-02-23]. （原始内容存档于2020-03-03）.
16. 1 2  . 纽约时报.   [2020-12-29]. （原始内容存档于2020-02-24）.
17. ↑  . NBC News.   [2022-04-20]. （原始内容存档于2021-06-03） （英语）.
18. ↑  . 人民网.   [2020-02-20]. （原始内容存档于2020-02-22）.
19. ↑  . BBC News 中文.   [2022-04-20]. （原始内容存档于2020-07-31） （中文（简体））.
20. ↑  . Wall Street Journal.   [2020-02-20]. （原始内容存档于2020-02-20）.
21. 1 2  Stevenson, Alexandra. . The New York Times. 2020-02-19  [2022-01-04]. ISSN 0362-4331 （美国英语）.
22. ↑  . BBC.   [2020-02-19]. （原始内容存档于2020-06-15）.
23. ↑  News, Bloomberg. . National Post. 2020-02-19  [2022-01-04] （英语）.